# Ecloga (poème)
Pour les articles homonymes, voir Ecloga.
L’Ecloga est un poème en latin de 344 hexamètres léonins publié au Xe siècle sous le pseudonyme de « Théodule ».
Inspiré des églogues de Virgile, il consiste en un dialogue entre la bergère Alithia (Vérité), qui représente le christianisme, et le berger Pseustis (Menteur), qui représente le paganisme. Dans chaque séquence, composée de strophes de quatre lignes, Pseustis présente un mythe païen, auquel Alithia répond par un épisode de l'Ancien Testament dont le contenu est similaire. La progression des mythes suit la chronologie biblique. Finalement, Pseustis doit s'incliner et la conclusion est laissée à la sœur d'Alithia, Fronesis (Sagesse).
L’Ecloga est très populaire tout au long du Moyen Âge : elle est lue dans les écoles, imitée et commentée.